# Bacău (župa)
Bacău je župa ve východní části Rumunska, převážně v Moldávii, ale zasahuje i do Sedmihradska. Jejím hlavním městem je Bacău.

## Charakter župy
Župa hraničí na východě s župou Vaslui, na západě s župami Harghita a Covasna, na severu s župou Neamț a na jihu s župou Vrancea. Její území je na západě hornaté; zasahují sem Karpaty a na východě pahorkatinné až nížinné, zemědělsky velmi využívané. Největší řeka, která krajem protéká, je Siret. Hlavní město Bacău má v župě dominantní postavení, nachází se tu většina průmyslových závodů, je to významná železniční křižovatka.

## Města
- Bacău
- Onești
- Moinești
- Comănești
- Buhuși
- Dărmănești
- Târgu Ocna
- Slănic Moldova